# Ada Schnee

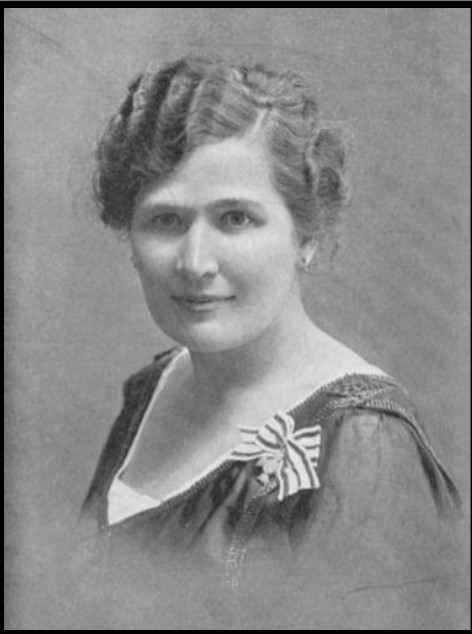
Porträt von Ada Schnee, ca. 1918

Ada Schnee (* 17. Oktober 1872 als Ada Adeline Woodhill in Naseby, Neuseeland; † 11. Mai 1969 in West-Berlin) war eine deutsche Autorin, frühere Schauspielerin und Ehefrau des Kolonialbeamten Heinrich Schnee. Aufgrund ihrer Abstammung als Tochter eines englischen Vaters besaß sie auch die britische Staatsangehörigkeit.
Ihre autobiografische Schrift Meine Erlebnisse während der Kriegszeit in Deutsch-Ostafrika über ihr Leben in Deutsch-Ostafrika als Frau des letzten deutschen Gouverneurs wurde 1918 veröffentlicht. Darin schrieb sie über ihre Erfahrungen als Augenzeugin des Ersten Weltkriegs in Ostafrika und ihre Erlebnisse als weibliche Zivilgefangene der belgischen und britischen Militärbehörden.
Nach der Veröffentlichung ihrer Erinnerungen erlangte Ada Schnee öffentliche Aufmerksamkeit und hielt bis in die 1930er Jahre Vorträge, in denen sie die deutsche koloniale Vergangenheit propagierte. Eine englische Übersetzung ihrer Memoiren wurde 1995 veröffentlicht.
Sowohl das Original als auch die übersetzte Fassung wurden in der internationalen und deutschen postkolonialen Literatur- und Militärgeschichtsforschung zitiert. Dabei standen vor allem ihre Perspektive als weibliche Zeitzeugin sowie die Bedeutung ihrer Erinnerungen im Zusammenhang mit der deutschen Kolonialgeschichte im Vordergrund. Weiterhin wurden ihre Aussagen über menschliches Leiden und geschlechtsspezifische Gewalt im Ersten Weltkrieg thematisiert.

## Leben und Wirken

### Frühe Jahre
Ada Schnee wurde 1872 als Ada Adeline Woodhill in Naseby, Neuseeland, als Tochter eines englischen Vaters und einer irischen Mutter geboren. Im Jahr 1879 zog ihre Familie nach Sydney, Australien, wo sie in jungen Jahren eine Karriere als Theaterschauspielerin begann. Im Oktober 1900 verließ sie Sydney per Schiff, um neue Engagements in den USA zu erlangen. Auf demselben Dampfer lernte sie den 29-jährigen deutschen Diplomaten Heinrich Schnee kennen, der zuvor zwei Jahre in kolonialen Diensten in Deutsch-Neuguinea verbracht hatte.:117 
Bei ihrem Wiedersehen im darauf folgenden Jahr heirateten sie am 7. November 1901 in New York City. Das Paar verbrachte seine Flitterwochen auf einer Reise durch die Vereinigten Staaten in Richtung Westen und kam schließlich in Deutsch-Samoa an, wo Heinrich Schnee seine Tätigkeit als stellvertretender Gouverneur aufnahm.:117

### Eheleben

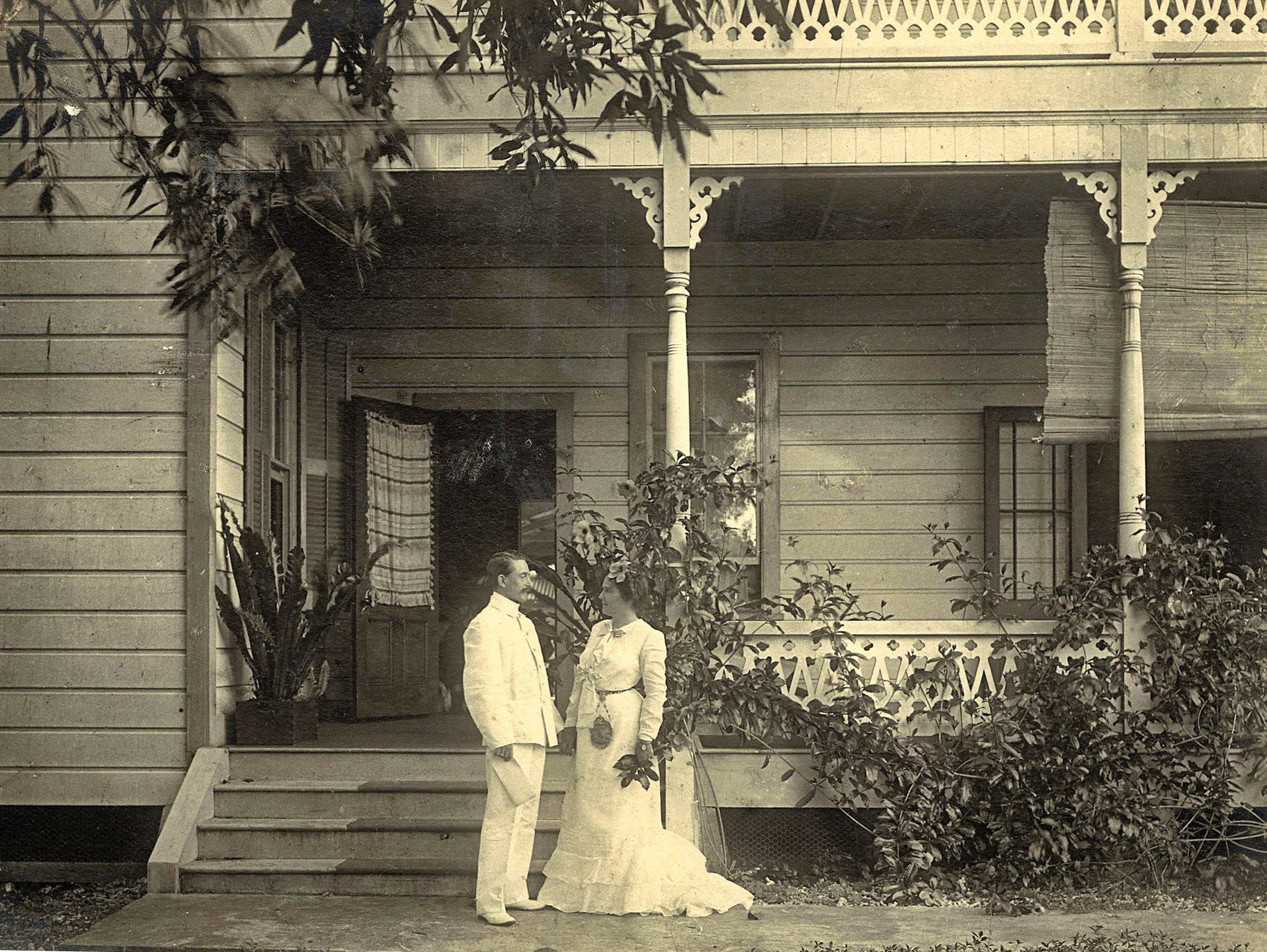
Heinrich and Ada Schnee in Apia, Samoa, 1902

Familienbündnisse in deutschen Handelszentren mit anderen bedeutenden Städten auf beiden Seiten der Nordsee waren zu dieser Zeit durchaus üblich. Allerdings suchten sich deutsche Beamte ihre Ehefrauen in der Regel aus geeigneter sozialer Herkunft aus, während Woodhill aus bescheidenen Verhältnissen von Einwanderern nach Australien stammte und als Schauspielerin gearbeitet hatte. Ada Schnee schmückte deshalb ihre Biografie mit einer Vergangenheit aus, die den Erwartungen ihres Mannes, seiner Kollegen und Vorgesetzten entsprach. Diese geschönte Version ihres persönlichen Werdegangs wurde schließlich 1931 als letztes Kapitel einer Festschrift zum 60. Geburtstag von Heinrich Schnee veröffentlicht.
Nach seiner Tätigkeit in Deutsch-Samoa bekleidete Heinrich Schnee diplomatische Ämter in London und Berlin und wurde 1912 zum Gouverneur von Deutsch-Ostafrika (DOA) ernannt. Im Gegensatz zu seinen Vorgängern war Schnee weder Aristokrat noch Offizier, sondern entstammte dem akademischen Bürgertum. Auch wurde er von seiner Ehefrau britischer Herkunft begleitet. Das Ehepaar richtete in der Residenz des Gouverneurs in Daressalam einen bürgerlichen Haushalt ein, zu dem auch ein speziell an die tropischen Bedingungen angepasster Flügel gehörte.:204
In seinen ersten beiden Dienstjahren entwickelte sich die Kolonie durch die Fertigstellung der zentralen Eisenbahnlinie zwischen dem Tanganjikasee und Daressalam an der Ostküste, durch Fortschritte im Bereich der öffentlichen Gesundheit und der Tiergesundheit sowie durch verbesserte Beziehungen zwischen den Siedlern und der Kolonialverwaltung.:204–208 Während seiner dienstlichen Reisen begleitete Ada Schnee ihren Mann, zum Beispiel bei Besuchen in den deutschen Gemeinden in Tanga und anderen nördlichen Regionen des Landes im Dezember 1913.

### Erster Weltkrieg
Als im August 1914 der Erste Weltkrieg ausbrach und deutsche und britische Truppen in Ostafrika gegeneinander kämpften, befand sich Ada Schnee in einer schwierigen Lage. Geboren und aufgewachsen in Neuseeland und Australien, war sie stolz auf ihre britische Herkunft. Dennoch war sie ihrem Mann gegenüber loyal und unterstützte die deutsche Seite. Als selbstbewusste Frau mit britischem Hintergrund, die das Vertrauen ihres Mannes genoss, stieß sie bei den Konservativen in der deutschen Kolonie auf Unmut. Dies galt insbesondere für Offiziere, die dem Kommandeur der deutschen Schutztruppe, Paul von Lettow-Vorbeck, nahestanden. Heinrich Schnees Stellvertreter, Wilhelm Methner, schrieb später über ihre schwierige Stellung während des Krieges: „Die Gattin des Gouverneurs, die von Geburt Engländerin war, traf das bittere Los, die Söhne ihres Vaterlands und ihres Adoptivlandes im Kampf gegeneinander zu sehen.“ Weiterhin nannte sie Methner eine „mutige und aufrechte Frau“, die „viel Feindschaft“ ertragen musste.:348–349
Als Gouverneur blieb Heinrich Schnee während der gesamten Kampfhandlungen bei den deutschen Truppen, stand jedoch im Schatten von Lettow-Vorbeck. Während der Abwesenheit ihres Mannes übernahm Ada Schnee eine führende Rolle für die deutsche Zivilbevölkerung. Als die alliierten Truppen vorrückten, wurden sie und andere Zivilisten nach Tabora, der größten Stadt im Landesinneren, evakuiert. Im September 1916 wurde Tabora unter Führung von Generalmajor Charles Tombeur durch Kolonialtruppen aus Belgisch-Kongo nach der Schlacht von Tabora erobert wurde. Zusammen mit 140 deutschen Frauen und Kindern wurde Ada Schnee als zivile Gefangene interniert. Auf ihre Bitte hin durften sie und die meisten anderen deutschen Frauen und Kinder später Tabora verlassen und wurden in Lager in Belgisch-Kongo gebracht. Schließlich wurden sie per Schiff nach Frankreich evakuiert und den britischen Behörden übergeben, die Ada Schnee im September 1917 über weitere Internierungslager nach Deutschland entließen.

### Erinnerungen an Deutsch-Ostafrika im Ersten Weltkrieg

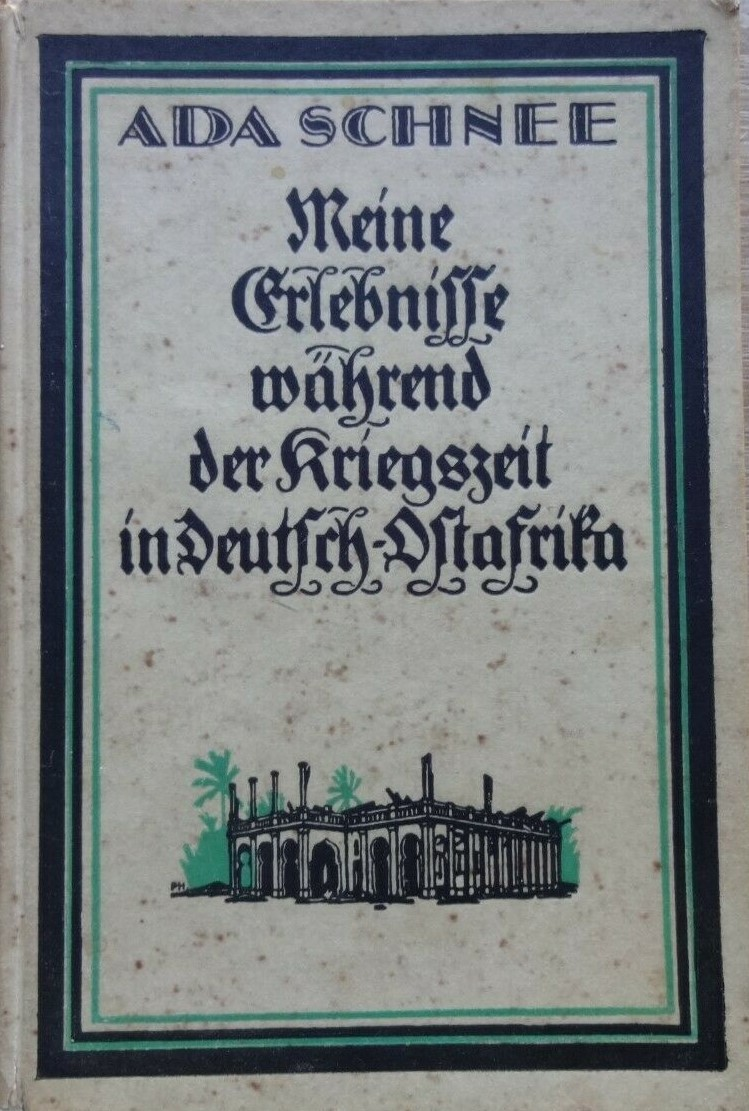
Meine Erlebnisse während der Kriegszeit in Deutsch-Ostafrika, 1918

Ada Schnee veröffentlichte ihre im Juli 1918 fertiggestellten Erinnerungen kurz vor dem Waffenstillstand am 11. November 1918. Eine 1995 erschienene englische Übersetzung trug den Titel Bibi Mkuba: My experiences in German East Africa during World War I. Im Unterschied zum deutschen Original wurde dem englischen Titel die höfliche Suaheli-Anrede „Bibi Mkuba“ [sic] – eine für ältere oder hochrangige Frauen übliche Bezeichnung – vorangestellt.
In ihren Erinnerungen schilderte Ada Schnee ihre Erlebnisse als Ehefrau des Gouverneurs von GEA während des Ersten Weltkriegs. Dabei berichtete sie sowohl eigene Erfahrungen als auch Informationen aus zweiter Hand über den Kriegsverlauf. Auf weniger als 200 Seiten beschrieb sie den Ausbruch des Krieges, die britischen Angriffe auf Daressalam und die Spannungen zwischen ziviler und militärischer Führung auf deutscher Seite. Nachdem sich die Offensiven der Alliierten verstärkt hatten, berichtete sie über die Kampfhandlungen der deutschen Truppen unter von Lettow, Generalmajor Kurt Wahle und anderen, den Zusammenbruch der Kolonialverwaltung, die Not der Zivilbevölkerung und ihre eigenen Bemühungen um die Organisation von praktischen und medizinischen Hilfsmaßnahmen.
In den folgenden Kapiteln beschrieb sie die Internierung in Tabora und anschließende beschwerliche Evakuation in Gefangenschaft durch Belgisch-Kongo, Großbritannien und Frankreich sowie ihre schließliche Rückkehr nach Deutschland.

### Spätere Jahre in Deutschland
Nach der Veröffentlichung ihrer Erinnerungen wurde Ada Schnee als Augenzeugin der deutschen Kolonialherrschaft und des Ostafrika-Feldzugs bekannt. Bereits im März 1918 hatte sich die Frauenrechtlerin Minna Cauer mit ihr getroffen. Anschließend vermerkte Cauer Schnees revisionistische Ansichten in ihrem Tagebuch und lud sie ein, vor dem Verein Frauenwohl über koloniale Fragen zu sprechen. Im August 1918 veröffentlichte Schnee einen Beitrag für die Deutsche Kolonialgesellschaft, in dem sie schrieb, dass die deutsche Kolonie die afrikanische Bevölkerung in staatlichen Schulen unterrichtet hatte und sie somit „aus ihrem primitiven Urzustand“ erhoben habe. Auch in den folgenden Jahren wurde sie wiederholt zu Vorträgen eingeladen, zum Beispiel vom Bund Deutscher Frauenvereine, der weiterhin die deutsche koloniale Vergangenheit propagierte, sowie als Vorsitzende der Frauengruppe des Bundes der Auslandsdeutschen in Berlin.

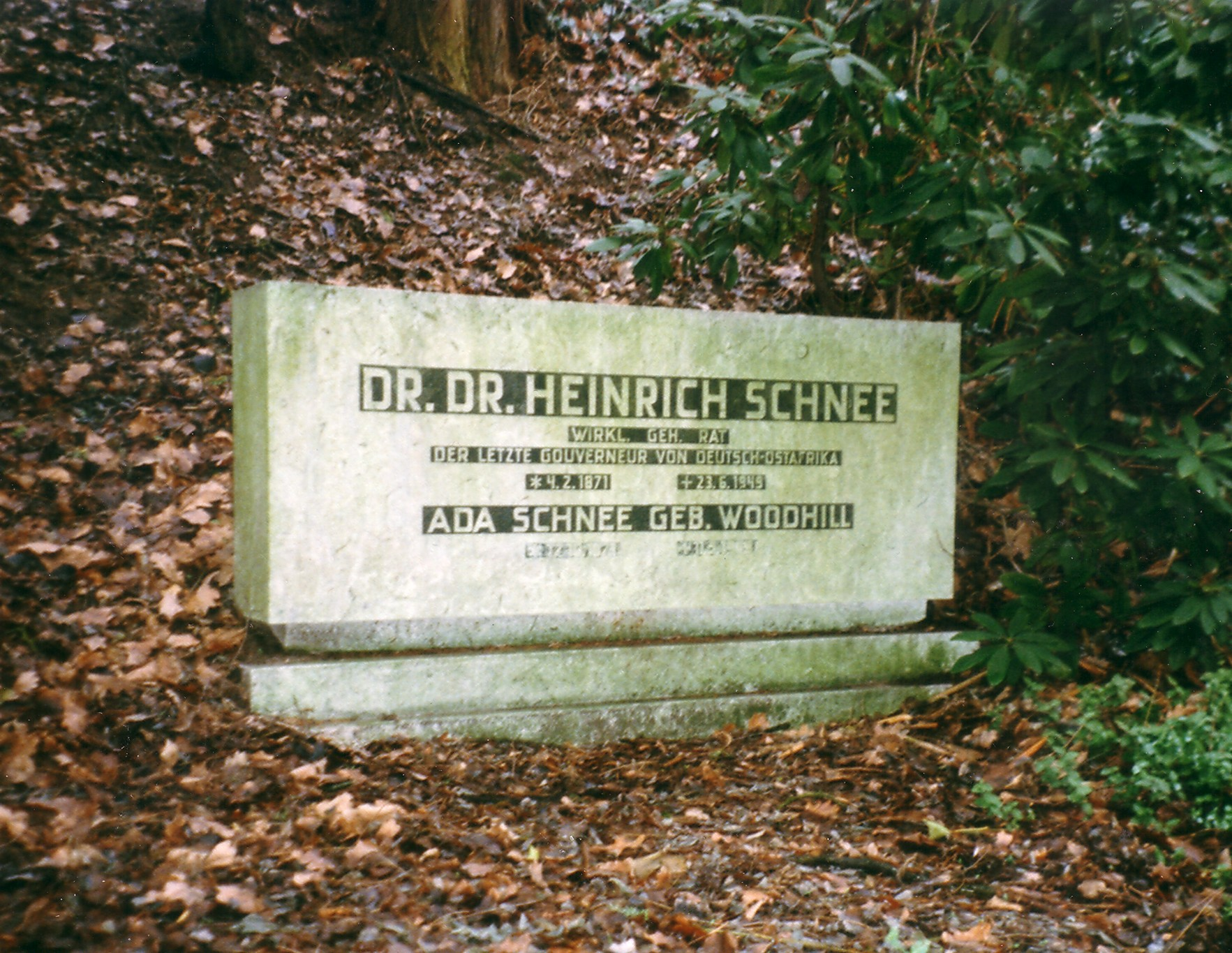
Grabstein für Heinrich und Ada Schnee, Friedhof Heerstraße, Berlin

In den 1920er und 1930er Jahren war Heinrich Schnee langjähriges Mitglied des Reichstags, zuerst während der Weimarer Republik, und nach seinem Eintritt 1933 in die NSDAP, im Reichstag zur Zeit des Nationalsozialismus. Nach dem Zweiten Weltkrieg stuften ihn die Alliierten deshalb als belastet ein. Während seiner Pensionierung hatte er 1949 einen Autounfall, woraufhin er am 23. Juni desselben Jahres in Berlin starb.

### Letzter Lebensabschnitt
1964 gab Ada Schnee die Memoiren ihres verstorbenen Mannes über seine Jahre in DOA unter dem Titel Als letzter Gouverneur in Deutsch-Ostafrika – Erinnerungen heraus. Sie selbst starb im Alter von 96 Jahren am 11. Mai 1969 in Berlin und wurde neben ihrem Mann auf dem Friedhof Heerstraße beigesetzt.

## Rezeption

### Wissenschaftliche Veröffentlichungen
Bis in die 1980er Jahre wurden Studien über das Leben und Wirken von Frauen in den ehemaligen deutschen Kolonien im Vergleich zu denen über männliche Akteure in kolonialen Kontexten vernachlässigt. Dies führte dazu, dass von Frauen verfasste Biographien in der deutschen Kolonialgeschichte nur am Rande berücksichtigt wurden. Diese Zeit wurde in erster Linie als Geschichte weißer Männer verstanden und publiziert, die als Entdecker und Forscher, Soldaten, Missionare und Händler dargestellt wurden. Im Vordergrund standen die Kolonialpolitik und ihre Rechtfertigung sowie macht-, wirtschafts- und militärgeschichtliche Aspekte.
Die britische Wissenschaftlerin Dorothy Goldman vertrat die Ansicht, dass die Literaturwissenschaft zum Ersten Weltkrieg die Werke von Frauen vernachlässigte, obwohl die Literatur über diese Zeit „dafür gefeiert wurde, dass sie die Erfahrungen einer ganzen Generation wiedergibt.“:1 Mit Bezug auf die Schriften von Ada Schnee und anderen Autorinnen urteilte Goldman, dass Frauen den Krieg auf andere Weise erlebten, erlitten und darüber schrieben als ihre Ehemänner und andere männliche Schriftsteller.:43 
In postkolonialen historischen Studien wurde Ada Schnee als „kosmopolitische, intelligente und selbstbewusste Frau“ beschrieben, die sich weigerte, der gängigen Geschlechterrolle einer abhängigen Ehefrau zu entsprechen.:126 Darüber hinaus wurde Heinrich Schnees Respekt vor der Meinung seiner Frau und ihre Ablehnung durch konservative Deutsche erwähnt.:217 Auch in einer englischsprachigen Arbeit aus dem Jahr 2010, die sich mit den Geschlechterverhältnissen unter ehemaligen deutschen Kolonialisten und revisionistischen Kolonialeinstellungen in der Weimarer Republik befasst, wurde auf Ada Schnees Schriften und öffentliches Auftreten verwiesen. Ebenfalls 2010 erschien ein Lexikon mit Autobiografien von 2000 im 19. Jahrhundert geborenen, deutschsprachigen Autorinnen mit einem Eintrag über Ada Schnee.
Gemäß einer Biografie über ihren Mann aus dem Jahr 2017 unterstützte ihn Ada Schnee in seiner offiziellen Rolle, insbesondere auch auf praktische Weise: Da er ein schlechter Redner war und sie eine ausgebildete Schauspielerin, konnte sie ihm bei seiner Atemtechnik, Artikulation und rhetorischen Fähigkeiten helfen. Diese Biografie erwähnte ebenfalls, wie sehr sich Heinrich Schnee auf den Rat seiner Frau verließ und bezeichnete ihren Einfluss auf seine Amtsführung als bedeutend.:238 In einer anderen Studie wurde ihre Aussage wiedergegeben, dass deutsche Frauen patriotisch seien und sich selbst schützen können, auch in Abwesenheit ihrer Ehemänner. Als Beispiel diente hierfür, dass sie sich gegen die Anweisungen britischer und belgischer Beamte wehrte, indem sie deren Befehle einfach ignorierte.
Abgesehen von Ada Schnee's Berichten über deutsche Leistungen und Tapferkeit, stellten Wissenschaftler fest, dass sie ebenfalls ihre Enttäuschung über den Krieg zum Ausdruck brachte, der den europäischen Anspruch, Afrika Frieden zu bringen, entkräftete. Eine ihrer Bemerkungen bezog sich auf afrikanische Christen, "denen wir, ob als britische, deutsche oder französische Missionare, die Lektion der brüderlichen Liebe beigebracht haben, und nun schlachten sich die Weißen gegenseitig ab.":41 In Bezug auf die verheerenden Auswirkungen des Kriegs für die afrikanische Bevölkerung schrieb sie weiterhin: „[...] die Weißen müssten für alle Zeit über diese noch nie dagewesenen Verbrechen tief beschämt sein.“:118–119
Über das Schicksal der deutschen Siedler schrieb sie laut einer weiteren Studie, wie britische Truppen an Plünderungen und Hinrichtungen beteiligt gewesen seien. Außerdem bemerkte sie, dass deutsche Internierte weite Strecken zu Fuß zurücklegen mussten, dabei willkürlich behandelt wurden und von feindseligen europäischen Kolonisten mit Steinen beworfen wurden. In Bezug auf sexuelle Übergriffe wurde ihre Bemerkung zitiert, dass einheimische Soldaten aus dem belgischen Kongo afrikanische Frauen vergewaltigt hätten, während deutsche Frauen jedoch von solcher Gewalt verschont geblieben seien.:347
In einer historischen Darstellung über „Mythos und Wirklichkeit“ des Lettow-Vorbeck-Feldzugs wurden Ada Schnee's Memoiren zitiert, in denen sie auch die Leiden der einheimischen Bevölkerung kommentierte. So erwähnte sie beispielsweise Strafexpeditionen und dass sich die Massai im Gegensatz zu anderen Volksgruppen aktiv gegen die deutsche Herrschaft gewehrt hatten. Weiterhin wurde sie wie folgt zitiert: „Wir bilden uns ein, dass wir den Schwarzen Kultur bringen. Wir predigen Moral und erweisen uns in Wirklichkeit noch schlimmer als sie selbst.“:106 
Ein 1999 von der Military Historical Society of Australia veröffentlichter Artikel über Australier in Deutsch-Ostafrika zitierte die Kriegserinnerungen des britischen Generals C. P. Fendall, in denen er Ada Schnees Reaktion beschrieb, als die britische Marine am 30. November 1914 den Gouverneurspalast in Daressalam mit all ihrem persönlichen Besitz zerstört hatte:

„Die Frau des Gouverneurs, die aus Australien oder Neuseeland stammte, war empört über die Zerstörung ihres Hauses, und wie General Wahle in seinem Tagebuch berichtet, war sie so wütend, dass sie sagte, sie wolle nie wieder etwas mit den Engländern zu tun haben. Sie hielt ihr Wort, denn als sie bei der Besetzung von Tabora von den Belgiern gefangen genommen wurde, wurde sie auf eigenen Wunsch nach Deutschland geschickt, im Austausch gegen einige belgische Frauen, die sich damals in deutscher Hand befanden.“

Eine Doktorarbeit aus dem Jahr 2001 über den Ersten Weltkrieg in Ostafrika bezeichnete Ada Schnees Memoiren als „eine weniger traditionelle Quelle für Militärgeschichte, aber dennoch eine nützliche [...] da sie ein klares Bild vermittelt, sich aber auch auf die wirtschaftlichen und medizinischen Systeme konzentriert, die den Streitkräften zugrunde lagen“. Neben anderen Verweisen auf Ada Schnees Buch zitierte eine Studie über die „unsägliche Tragödie des Großen Krieges in Afrika“ aus dem Jahr 2007 ihre Ansicht darüber, wie Afrikaner von den Deutschen im Vergleich zur britischen Verwaltung behandelt wurden. Demzufolge schrieb Ada Schnee, dass die „Schwäche der britischen Verwaltung darin besteht, dass sie den Einheimischen zu sehr nachgibt. Dadurch werden sie unverschämt und faul, was nach deutscher Auffassung nicht zulässig ist.“:356 – Dieser Aussage wurde in derselben Studie entgegengehalten, dass schätzungsweise 300.000 afrikanische Zivilisten aufgrund der deutschen Politik der verbrannten Erde ihr Leben verloren.:356
Der US-amerikanische Historiker Lewis H. Gann schrieb in Bezug auf Heinrich Schnees spätere Rolle als Abgeordneter der NSDAP, dass dieser von den Nazis verachtet wurde, und weiterhin:

„(...) seine Entnazifizierungsakte, die 1947 für die Alliierte Entnazifizierungskommission zusammengestellt wurde, enthält eine Reihe wirklich bewegender Briefe von Gegnern des Regimes, die bestätigten, dass er und seine Frau ihnen geholfen und dabei ein gewisses Risiko auf sich genommen hatten.“

### Archive
Das Deutsche Historische Museum und das Bundesarchiv verwahren Exemplare von Ada Schnees Erinnerungen als Teil der Propagandapublikationen des Auswärtigen Amtes des Deutschen Reichs. Im November 1918 ließ das Auswärtige Amt mehr als 3000 Exemplare an die deutschen Botschaften in Bern, Den Haag, Stockholm und Kopenhagen versenden. Um britischen Anschuldigungen entgegenzuwirken, wurden die Botschaften angewiesen, das Buch an alle neutralen Staaten zu verbreiten. Dazu kommentierte das Amt in seiner Akte vom 9. November 1918 die geplante Verwendung des Buchs wie folgt:

„Da es gilt, nachzuweisen, dass die Deutschen sehr wohl guten, kolonialen Geist zu erzeugen imstande sind, so empfiehlt es sich, gegenüber den englischen Behauptungen vom Gegenteil, die Buch der geborenen Engländerin in allen neutralen Staaten zu verbreiten, besonders durch den Haag, durch Stockholm und Kopenhagen.“

Exemplare der deutschen Originalausgabe befinden sich in mehr als 60 wissenschaftlichen Bibliotheken, hauptsächlich in Deutschland und anderen europäischen Ländern, aber auch in der Library of Congress und Universitäten in den USA und Kanada. Die englische Übersetzung ist in 30 wissenschaftlichen Bibliotheken vorhanden. Im Geheimen Staatsarchiv Preußischer Kulturbesitz in Berlin befinden sich persönliche Korrespondenz und Aufzeichnungen über das Ehepaars Schnee sowie diesbezügliche historische Ereignisse von 1896 bis 1951 sowie ein 2 Meter großes Ölgemälde von Ada Schnee.

### Literarische Darstellung
Eine literarische Darstellung von Ada Schnee in Deutsch-Ostafrika ist Teil des Romans Eine Frage der Zeit des Schweizer Schriftstellers Alex Capus. Außerdem erscheint sie als Figur in dem 2015 erschienenen Roman The Ghosts of Africa des kanadischen Autors William Stevenson. Weiterhin wurde sie in einem Sammelband über „legendäre Großwildjäger“ in Afrika aufgeführt, da Ada Schnee in ihren Erinnerungen auch über ihre Erlebnisse als Großwildjägerin und Besitzerin einer zahmen Löwin berichtet hatte.

## Veröffentlichungen
- Meine Erlebnisse während der Kriegszeit in Deutsch-Ostafrika. Leipzig, Quelle & Meyer, 1918. Englische Übersetzung: Bibi Mkuba: My Experiences in German East Africa during World War I. San Bernardino, California: Borgu Press, 1995, ISBN 978-0-89370-319-6.
- Ostafrikanisches Wirtschaftsleben im Kriege. In: Koloniale Rundschau, 1918, S. 9–25.
- Heinrich Schnee. Als letzter Gouverneur in Deutsch-Ostafrika – Erinnerungen, herausgegeben und mit einem Vorwort von Ada Schnee. Heidelberg, Quelle & Meyer, 1964.